# The Big Gay Musical
The Big Gay Musical è un film commedia-musical a tematica gay prodotto dagli Stati Uniti nel 2008 diretto da Casper Andreas e scritto da Fred M. Caruso. La pellicola segue due amici gay che lavorano come attori, uno è apertamente gay, mentre l'altro cerca di evitare il suo coming out con i genitori.
Per tutta la pellicola ci sono una serie di coreografie e canzoni, con tanto di angeli, che cerca di ricreare la Genesi con una certa satira. Successivamente il film parla con molta ironia delle terapie riparative, dei genitori cattolici, dell'omofobia e della fede in Dio.

## Trama
(Patty-Maye)
Dario ed Enrico sono due amici che hanno appena incominciato le anteprime del loro primo spettacolo teatrale: Adam & Steve; Just the Way God Made ‘Em. Le loro vite si rispecchiano parecchio nei personaggi che stanno interpretando. Dario è alla ricerca di un partner che possa amarlo, coccolarlo e che voglia anche lui un futuro e crede di trovarlo in un ragazzo conosciuto qualche sera prima, nonostante il suo amico Varoman gli consigli di dedicarsi al piacere che si trae dal sesso. Dario inoltre, crede in Dio e non sopporta assolutamente tutto quello che dicono i preti religiosi sull'omosessualità. Il suo ragazzo, però, lo scarica dopo aver saputo che Dario è sieropositivo (cosa vera). Dario, allora, decide di ascoltare l'amico Varoman e diventare una “cagna”, ma da questo non ne ricava assolutamente niente. Enrico decide di dichiararsi ai suoi genitori, ricevendo da parte loro uno spavento iniziale a dir poco spaventoso.
Arriva il giorno della prima di Adam & Steve. Lo spettacolo mostra un Dio che, per far vivere una vita vuota Adam decide di creare Steve, determinando l'invidia di Eva. Quest'ultima, risposandosi, dice al figlio Caino di non diventare come loro, facendo in modo che il figlio uccida Abele. Credendo di fare la cosa giusta, Eva scrive un libro informativo (la Bibbia) e lo tramanda di generazione in generazione, insegnando ai suoi discendenti di odiare i gay. Nei tempi moderni Adam e Steve rinascono e si incontrano in un campo che cerca di curare l'omosessualità. I due capiscono che non c'è niente di sbagliato nella loro omosessualità e decidono di fuggire e di sposarsi, guidati dall'angelo Dorothy. Tuttavia, Patty-Maye e Michael, due estremisti cattolici nonché zii di Steve, si oppongono a questa decisione. In loro soccorso giunge Dio che rivela di aver dato solo un comandamento all'uomo: ama il tuo prossimo. I due cattolici capiscono i loro sbagli, facendo giungere Adam e Steve a un lieto fine.
Dopo la fine del musical Paul decide di iniziare una relazione con un suo ammiratore, mentre Enrico viene finalmente accettato dai suoi genitori. I due amici si sono sostenuti a vicenda, sicuri di una cosa: Dio odia i gay.